# Herbie Fields
Herbie Fields, egentligen Herbert Bernfeld, född den 24 maj 1919 i Asbury Park (eller Elizabeth) i New Jersey, död den 17 september 1958 i Miami i Florida, var en amerikansk jazzmusiker (saxofon och klarinett) och bandledare.
Fields studerade vid Juilliard School från 1936 till 1938. Därefter spelade han med Raymond Scott och Leonard Ware. 1940 gjorde han sina första inspelningar med Hot Lips Page och senare samma år även med Art Tatum. Dessa inspelningar gavs dock inte ut förrän på 1970-talet. 1941 till 1943 tjänstgjorde han i den amerikanska armén vid Fort Dix som sergeant och bandledare, varefter han spelade tillsammans med Lionel Hamptons orkester fram till och med 1945. Från 1944 ledde han egna grupper och band som spelade in under namn som "Herbie Fields Swingsters", "Herbie Fields Hot Five", "Herbie Fields and his Orchestra", "Herbie Fields Quintet" och "Herbie Fields Sextet". Bland artister som varit med på Fields inspelningar kan, förutom Lionel Hampton som spelade piano i Fields kvintett, nämnas Duke Ellington och 1945 gjorde Miles Davis sin inspelningsdebut som gäst i orkestern. 1950 ackompanjerade Herbie Fields Septet (i vilken Bill Evans och Max Bennett inledde sina karriärer och även Frank Rosolino ingick) Billie Holiday under en tre månaders turné på den amerikanska östkusten.
Fields karriär avklingade på 1950-talet och 1958 avled han efter en överdos av sömntabletter.